# Tuvana-i-Ra
Tuvana-i-Ra ist ein unbewohntes Atoll im Südosten des Inselstaates Fidschi im Pazifischen Ozean. Es ist das südlichste Atoll des Lau-Archipels und stellt die zweit-südlichste Landmasse Fidschis dar; lediglich das entlegene und unbewohnte Atoll Ceva-i-Ra liegt geringfügig weiter südlich.

## Geographie
Tuvana-i-Ra liegt rund 30 km südwestlich von Ono-i-Lau, dem südlichsten bewohnten Atoll Fidschis, sowie 8 km westsüdwestlich des Nachbaratolls Tuvana-i-Colo. Es ist ein elliptisch geformtes Atoll mit Abmessungen von etwa 2,8 × 2,3 Kilometern und einer dicht bewachsenen, rund 1,2 km langen und 0,7 km² großen Insel im Zentrum der Lagune. Auf dem Saumriff befinden sich keine Inseln.